# 三ケ木村
三ケ木村（みかげむら）は、神奈川県津久井郡に存在した村。現在の相模原市緑区東部に位置した。

## 地理
- 川：相模川、道志川

## 歴史
- 1889年（明治22年）4月1日 - 町村制の施行により三ケ木村が単独村制。大字は編成しなかった。中野村、太井村、又野村、根小屋村との町村組合が発足し、組合役場を中野村に設置。
- 1925年（大正14年）7月1日 - 中野町・太井村・又野村と合併し、改めて中野町が発足。同日三ケ木村廃止。